# Vegard Stake Laengen
Vegard Stake Laengen (Oslo, 7 de febrero de 1989) es un ciclista profesional noruego. Desde 2017 corre para el equipo UAE Team Emirates XRG.

## Palmarés
2010
- Giro del Friuli Venezia Giulia

2011
- 2.º en el Campeonato de Noruega en Ruta

2012
- 1 etapa del Tour de Beauce

2015
- 1 etapa de la Ronde de l'Oise
- 3.º en el Campeonato de Noruega en Ruta
- Tour de Alsacia, más 1 etapa

2016
- 2.º en el Campeonato de Noruega Contrarreloj

2018
- Campeonato de Noruega en Ruta  [1]

## Resultados en Grandes Vueltas y Campeonatos del Mundo
| Carrera         | Carrera         | 2008 | 2009 | 2010 | 2011 | 2012 | 2013 | 2014 | 2015 | 2016 | 2017  | 2018  | 2019  | 2020 | 2021  | 2022 | 2023  | 2024 |
| --------------- | --------------- | ---- | ---- | ---- | ---- | ---- | ---- | ---- | ---- | ---- | ----- | ----- | ----- | ---- | ----- | ---- | ----- | ---- |
|                 | Giro de Italia  | —    | —    | —    | —    | —    | —    | —    | —    | 83.º | —     | 102.º | —     | —    | —     | —    | —     | 75.º |
|                 | Tour de Francia | —    | —    | —    | —    | —    | —    | —    | —    | —    | 127.º | —     | 107.º | 82.º | 112.º | Ab.  | 102.º | —    |
|                 | Vuelta a España | —    | —    | —    | —    | —    | —    | —    | —    | 81.º | —     | 107.º | —     | —    | —     | —    | —     | —    |
| Mundial en Ruta | Mundial en Ruta | —    | —    | —    | —    | —    | —    | —    | 72.º | Ab.  | 77.º  | 43.º  | Ab.   | Ab.  | 34.º  | —    | —     | —    |

—: no participa

Ab.: abandono